# Älgtjärnet (Järnskogs socken, Värmland)
Älgtjärnet är en sjö i Eda kommun i Värmland och ingår i Göta älvs huvudavrinningsområde. Sjöns area är 0,01 kvadratkilometer och den befinner sig 320 meter över havet.